# Gaetano Moretti
Gaetano Moretti (Milán, 1860 - Ib., 30 de diciembre de 1938) fue un arquitecto y profesor universitario italiano. Fue el primer presidente de la recién fundada Facultad de Arquitectura del Politécnico de Milán en 1933.

## Biografía
Nació en Milán en una familia de ebanistas, se diplomó como profesor de Dibujo Arquitectónico en la Academia de Bellas Artes de Brera en 1883, bajo la dirección de Luca Beltrami. 
Fue un arquitecto de la corriente arquitectura ecléctica, que trabajó activamente tanto en Italia como en otras partes del mundo (con numerosas obras en Lima, Buenos Aires y Montevideo. Fue profesor de arquitectura, primero en la Academia de Brera y luego en el Politécnico de Milano.
Desde 1894 a 1897 junto a su colega Cesare Nava dio nueva forma al estilo románico lombardo de la fachada y los dos campaniles de la Iglesia del Santo Sepulcro de Milán.
Realizó diversas estructuras privadas y centrales eléctricas como por ej. el pueblo obrero Crespi d'Adda y en 1906 la Central Hidroeléctrica Taccani Trezzo sull'Adda. Esta última realizada bajo la orden de los industriales Cristóbal Benigno Crespi y Silvio Benigno Crespi, la cual es considerada uno de los más fascinantes ejemplos de colaboración entre la arquitectura y la ingeniería.
Junto con Luca Beltrami fue responsable de la reconstrucción del Campanil de San Marco en Venecia, que había colapsado totalmente el 14 de julio de 1902 (el campanil fue casi triturado arrastrando la Loggetta del Sansovino y parte de la Biblioteca marciana). 
Murió en Milán el 30 de diciembre de 1938 y luego de su funeral llevado a cabo en la Iglesia de Santa Babila, fue sepultado en Chiavari en la capilla familiar, diseñada por él, donde hay una placa recordatoria colocada por arquitectos italianos en memoria de sus obras.